# Chantilly
Chantilly är en kommun i departementet Oise i regionen Hauts-de-France i norra Frankrike. Kommunen ligger i kantonen Chantilly som tillhör arrondissementet Senlis. År 2022 hade Chantilly 10 740 invånare.

## Befolkningsutveckling
Antalet invånare i kommunen Chantilly
| Referens: INSEE |